# Eurypholis
Eurypholis è un genere di pesci ossei estinti, appartenenti agli aulopiformi. Visse nel Cretaceo superiore (Cenomaniano - Campaniano, circa 95 - 75 milioni di anni fa) e i suoi resti fossili sono stati ritrovati in Europa, Asia e forse Africa.

## Descrizione
Questo pesce era caratterizzato da un corpo lungo e snello, e poteva raggiungere i 25 centimetri di lunghezza. Eurypholis era dotato di un muso allungato e sottile, dotato di una formidabile dentatura costituita da denti acuminati e molto sviluppati. In generale, Eurypholis assomigliava a una versione di dimensioni ridotte e dal corpo più snello del ben noto Enchodus, dal quale si differenziava anche per una serie di caratteristiche come il cleitro dalla porzione inferiore ampia e tubercolata, il margine inferiore della mandibola dritto fino alla sinfisi e il tronco privo di scaglie (eccezion fatta per le scaglie che ricoprivano la linea laterale). Eurypholis era dotato anche di tre scudi dorsali di grosse dimensioni ed embricati, posti prima della pinna dorsale. La pinna caudale era profondamente biforcuta. Le pinne pelviche, più grandi delle pinne pettorali, erano poste in posizione subtoracica, al contrario di Enchodus nel quale le pinne pelviche erano poste tra le pettorali e la pinna anale.

## Classificazione
Eurypholis è un rappresentante degli Enchodontidae, una famiglia di pesci predatori tipici del Cretaceo e appartenenti agli aulopiformi. In particolare, Eurypholis è il genere eponimo della sottofamiglia Eurypholinae, a volte considerata una famiglia a sé stante. 

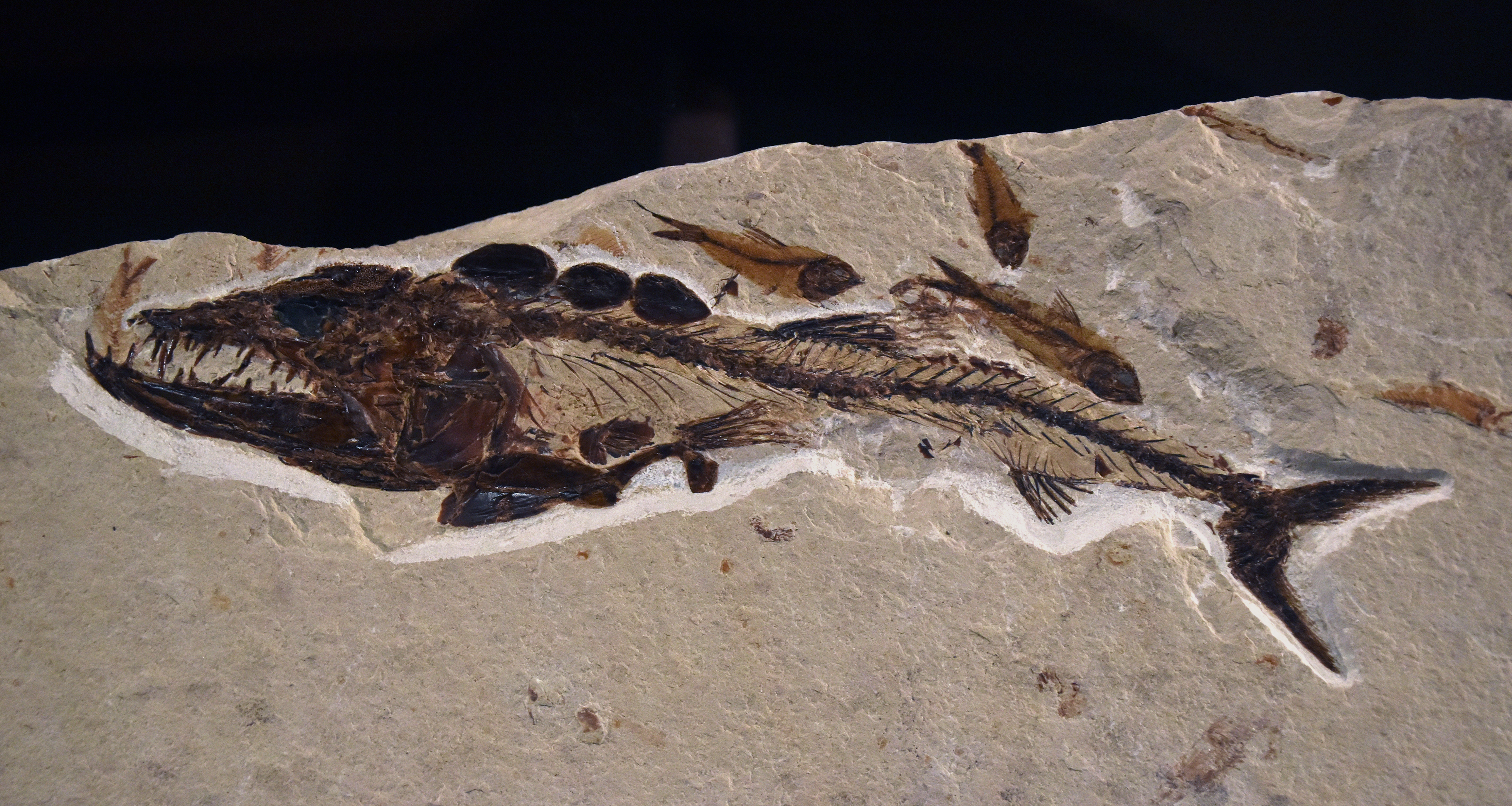
Fossile di Eurypholis boissieri

Il genere Eurypholis venne descritto per la prima volta da Pictet nel 1850, sulla base di resti fossili rinvenuti in terreni risalenti al Cenomaniano in Libano. La specie tipo è Eurypholis boissieri. Successivamente, a questo genere venne attribuita anche la specie E. pulchellus, del Cenomaniano - Turoniano dell'Inghilterra, descritta originariamente da Arthur Smith Woodward come una specie del genere Enchodus. Un'ulteriore specie, E. japonicus, è stata descritta nel 1983 per fossili frammentari provenienti dal Campaniano del Giappone, ma non è chiaro se appartenga effettivamente a Eurypholis. Affine a Eurypholis è inoltre il genere Saurorhamphus, spesso considerato un sinonimo.

## Paleoecologia
Eurypholis era un veloce predatore marino.